# Il Cavaliere degli Asini Volanti
Il Cavaliere degli Asini Volanti è un album di Luca Bonaffini pubblicato nel 2018 dall'etichetta discografica Long Digital Playing

## Descrizione
L'album, scritto a quattro mani con il compositore Roberto Padovan, è liberamente ispirato ai Sette Chakra. Un viaggio musicale attraverso i sensi dell'uomo e la terra, tra sonorità etniche e melodie pop. 

## Tracce
1. La radice - 3.45
2. Impulsi verticali - 4.04
3. La città delle fiere danzanti - 2.58
4. Il frutice e la grande fionda - 4.25
5. Il pianeta dei sussurri giganti - 4.16
6. Di mare, di terra, di fuoco, di cielo - 3.32
7. La montagna del bacio regnante - 5.33